# Thierry Hupond
Thierry Hupond (født 10. november 1984) er en tidligere fransk professionel cykelrytter.